# Al Fairweather
Alastair Fairweather (Edinburgh, 12 juni 1927 – aldaar, 21 juni 1993) was een Britse jazztrompettist en orkestleider.

## Biografie
Al Fairweather bezocht de Royal High School in Edinburgh en het Edinburgh College of Art en vervulde daarna zijn militaire dienstplicht bij de National Service in Egypte. Na zijn terugkeer naar Schotland en zijn ontslag uit het leger in 1949 formeerde Fairweather met zijn schoolvriend Sandy Brown een band. In 1953 verhuisden de beide muzikanten met hun band, waartoe ook Stan Greig behoorde, naar het zuiden en traden vervolgens op in Londen. Als Fairweather-Brown All Stars namen ze een reeks albums op voor Esquire Records, waaronder Mc Jazz, Dr McJazz en The Incredible McJazz. De band behoorde tot de succesvolste formaties van de Britse mainstream jazz en bestond van 1956 tot 1964, totdat Sandy Brown de band verliet. Fairweather werd daarna lid van de Cy Laurie Jazz Band. Zijn krachtige spel herinnert aan Louis Armstrong. Van 1966 tot 1968 werkte hij met de klarinettist Acker Bilk. Vervolgens begon hij een tweede carrière als muziekdocent in Harrow bij Londen. Daarnaast werkte hij als solist en arrangeur voor Stan Greigs London Jazz Big Band en keerde hij in 1987 terug naar Edinburgh, waar hij tot aan zijn dood speelde met de band Groove Juice Special. Bovendien trad hij regelmatig op tijdens het Edinburgh Jazz Festival.

## Overlijden
Al Fairweather overleed in juni 1993 op 66-jarige leeftijd.

## Discografie
- 1957: McJazz (Dormouse)
- 1956-1958: McJazz and Friends (Lake Records) met Dick Heckstall-Smith
- 1957-1963: McJazz Lives On (EMI Records)
- 1961: Dr McJazz (Columbia Records)

- Gemeinsame Normdatei: 1280011831
- Library of Congress Control Number: no98035531
- MusicBrainz: f583aad2-6a56-42ab-a002-92e7abb7fdc9
- Virtual International Authority File: 2080982
- WorldCat: E39PBJdCryDP3pH7pg7MhcFqcP